# Lithophane obscura
Lithophane obscura är en fjärilsart som beskrevs av Caradja 1896. Lithophane obscura ingår i släktet Lithophane och familjen nattflyn. Inga underarter finns listade i Catalogue of Life.